# Pasărea, Ilfov
Pasărea (în trecut, Burdușani) este un sat în comuna Brănești din județul Ilfov, Muntenia, România. Se află pe malul stâng al râului Pasărea, în amonte și la nord de localitatea de reședință a comunei.
În 1901, avea 343 de locuitori și făcea parte din comuna Piteasca-Pasărea, comună desființată la reforma administrativă din 1968, când a trecut în comuna Brănești.
Localitatea este cunoscută pentru mănăstirea Pasărea, o mănăstire ortodoxă de maici, datând de la începutul secolului al XIX-lea. 

## Legături externe
Materiale media legate de Pasărea la Wikimedia Commons

 Acest articol despre o localitate din județul Ilfov este deocamdată un ciot. Puteți ajuta Wikipedia prin completarea lui.